# Baldemora
Una baldemora és una mena de sirena amb una llarga cabellera, a voltes daurada, a voltes platejada que es mou amb gran rapidesa. Viu dins de la mar i ajuda a guiar els mariners quan aquests han perdut el nord per culpa de la mala maror. Com que celebra la seva festa per Sant Pere, aquest dia el millor és no fer-se a la mar, perquè la baldemora no vetllarà per la bona marxa de les naus.